# Coracina ceramensis
El oruguero pálido (Coracina ceramensis) es una especie de ave en la familia Campephagidae.

## Distribución y hábitat
Es endémica de las islas Maluku de Indonesia. Sus hábitats naturales son los bosques bajos húmedos subtropicales o tropicales y los bosques montanos húmedos subtropicales o tropicales.